# Sundanina laevisulcata
Sundanina laevisulcata är en mångfotingart som beskrevs av Carl 1932. Sundanina laevisulcata ingår i släktet Sundanina och familjen orangeridubbelfotingar. Inga underarter finns listade i Catalogue of Life.